# Miho Shimogasa
Miho Shimogasa (japanisch 下笠 美穂 Shimogasa Miho; * 14. Januar 1968, Präfektur Kanagawa) ist eine japanische Animatorin und Designerin. Zu ihren Arbeiten gehören Cutie Honey Flash und Ultra Maniac.

## Biografie
Miho Shimogasa wurde in der Präfektur Kanagawa geboren. 
Nach ihrem Abschluss an der Yoyogi Animation Academy arbeitete sie bei Studio Artland, bevor sie zu Phoenix Entertainment wechselte. Nachdem sie als Schlüsselbildzeichnerin und Animationsregisseurin für die Serie Sailor Moon gearbeitet hatte, übernahm sie zum ersten Mal die Verantwortung für das Charakterdesign bei Special Present: Ami-chan's First Love: Bishōjo Senshi Sailor Moon SuperS Gaiden, das 1995 veröffentlicht wurde. In der 1997 produzierten Serie Cutie Honey Flash arbeitete sie erstmals auch als Charakterdesignerin einer Fernsehserie. Danach arbeitete sie hauptsächlich für Tōei Animation. Im Jahr 2008 arbeitete sie für die Sunrise-Produktion Spirits: Shōnen Toppa Basin und seitdem als Illustratorin für die Geisterkarten von Battle Spirits. Sie kreiert oft Figuren, die Parodien von Figuren aus früheren Showa- und Heisei-Animationswerken sind. 

## Werke (Auswahl)

### OVA
- Super Dimensional Fortress Macross II: Lovers Again (超時空要塞マクロスII -LOVERS AGAIN-,Chojiku yosai Macross II - Lovers Again; 1992, Schlüsselbild)
- Good Morning Call (グッドモーニング・コール, Guddo Mōningu Kōru; 2001, Charakterdesign, Animationsregie)

### Spielfilme
- Ginga Eiyū Densetsu Waga yuku wa Hoshi no Taikai (銀河英雄伝説 わが征くは星の大海; 1988, Animation)
- Supesharu Purezento Ami Chan no Hatsukoi Bishōjo Senshi Sērā Mūn SuperS gaiden (スペシャルプレゼント 亜美ちゃんの初恋 美少女戦士セーラームーンSuperS 外伝; 1995, Charakterdesign, Animationsregie)
- Cutie Honey Flash (キューティーハニーF, kyūtīhanī F; 1997, Charakterdesign, Animationsregie)
- Galaxy Express 999: Eternal Fantasy (銀河鉄道999 エターナル・ファンタジー, Ginga Tetsudō 999: etānaru fantajī; 1998, Assistenz der Animationsregie)